# Woodburn (Indiana)
Woodburn – miasto w Stanach Zjednoczonych, w stanie Indiana, w hrabstwie Allen.